# Peter Röhrig
Peter Röhrig (* 1923 in Berlin) ist ein deutscher, ehemaliger Filmarchitekt.

## Leben und Wirken
Röhrig kam über seinen Vater, den berühmten Filmarchitekten Walter Röhrig, frühzeitig zum Film. Seine ersten Erfahrungen sammelte Peter Röhrig 17-jährig als Kameravolontär bei Karl Ritters 1940 entstandenem Propagandafilm Über alles in der Welt. Nach einem weiteren Kameravolontariat 1941 bei Josef von Bákys „Annelie“ rückte Röhrig noch im selben Jahr zum Kameraassistenten bei der Rühmann-Komödie Quax, der Bruchpilot auf. Anschließend wurde er eingezogen.
Anfang 1948 konnte Peter Röhrig für die kleine Berliner Produktionsfirma Ondia Film von Heinz Laaser erstmals Filmbauten entwerfen. Seit 1953 regelmäßig szenenbildnerisch aktiv, arbeitete Röhrig meist arrivierteren Kollegen wie Emil Hasler, Rolf Zehetbauer und Gabriel Pellon zu und setzte deren Entwürfe um. Neben konventioneller Unterhaltungsware war er in dieser Zeit auch an der einen oder anderen ambitionierten Produktion wie Vor Sonnenuntergang und Teufel in Seide beteiligt. Später, von 1959 bis 1961, stattete er auch die eine oder andere Produktion mit Freddy Quinn aus.
Mit Beginn der 60er Jahre war Peter Röhrigs Kinokarriere bereits weitgehend beendet, und er erhielt nur noch den einen oder anderen Auftrag vom Fernsehen. Nach langen Jahren der Filmabstinenz kehrte er 1976 für Jürgen Goslars ruppigen Sklavenfilm Slavers zur Kinotätigkeit zurück. Danach verschwand Peter Röhrig endgültig aus dem Blickfeld der Öffentlichkeit.

## Filmografie
als Filmarchitekt beim Kino, wenn nicht anders angegeben
- 1948: Blockierte Signale
- 1953: Der verzauberte Königssohn
- 1953: Der träumende Mund
- 1955: Teufel in Seide
- 1956: Frucht ohne Liebe
- 1956: Das Bad auf der Tenne
- 1956: Vor Sonnenuntergang
- 1956: Johannisnacht
- 1956: Kitty und die große Welt
- 1957: Der tolle Bomberg
- 1958: Majestät auf Abwegen
- 1958: Wenn die Conny mit dem Peter
- 1959: Labyrinth
- 1959: Freddy, die Gitarre und das Meer
- 1959: Freddy unter fremden Sternen
- 1960: Freddy und die Melodie der Nacht
- 1960: Schlager-Raketen
- 1960: Es geschah an der Grenze (TV-Serie)
- 1960–62: Sie schreiben mit (TV-Serie)
- 1961: Eine hübscher als die andere
- 1962–1963: Alle meine Tiere (TV-Serie)
- 1963: Bei uns zu Haus (TV-Serie)
- 1963: Die Jagd nach Helena (TV)
- 1963: Ich hab mich so an dich gewöhnt – Ein Besuch bei Bully Buhlan (TV Mini-Series)
- 1966: Das Abgründige in Herrn Gerstenberg (TV)
- 1966: Old Shaky (TV)
- 1966: Flieger Ross (TV)
- 1966: Es funkeln die Sterne – Eine musikalische Silvesterreise um die Welt (TV)
- 1967: Die Mühle (TV)
- 1967: Silo 15 (TV)
- 1977: Slavers – Die Sklavenjäger